# Grapevine (Texas)
Pour les articles homonymes, voir Grapevine.
Grapevine est une ville du comté de Tarrant, dans le nord de l'État du Texas, aux États-Unis. Elle est située dans la banlieue de Fort Worth et de Dallas et comptait 48 583 habitants lors du dernier recensement de 2006.
Le nom de la ville lui a été donné en référence aux raisins sauvages, appelés Mustang Grape (Vitis mustangensis) qui sont très répandus dans la région (l'équipe locale de football américain s'appelle les Mustangs). Une activité viticole s'y est développée depuis quelques années, et la municipalité s'emploie activement à entretenir son centre-ville historique.
Grapevine est limitrophe du lac Grapevine, créé artificiellement par le Corps des ingénieurs en 1952. L'aéroport international de Dallas-Fort Worth (DFW) qui dessert les villes de Dallas et de Fort Worth est situé en grande partie à l'intérieur des limites de la ville. Le 1er avril 1934, Clyde Barrow, Bonnie Parker et Henry Methvin assassinèrent deux jeunes agents de police à proximité du centre-ville. En 2007, Grapevine a été élue par CNNMoney.com comme l'un des lieux les plus agréables à habiter aux États-Unis.

## Histoire
La première implantation de colons européens à l'endroit même de ce qui serait plus tard la ville de Grapevine s'est faite à la fin des années 1840 et au début des années 1850. La croissance de la ville au XIXe siècle s'est faite lentement mais régulièrement, et elle comptait en 1890 environ 800 habitants, avec un certain nombre de commodités comme un journal local, une école publique, plusieurs égreneuses, un bureau de poste et une voie de chemin de fer. La croissance continua jusqu'au début du XXe siècle, et le 12 janvier 1914, le bureau de poste modifia le nom de la ville en un seul et même mot, Grapevine.
Le nombre d'habitants chuta pendant la période de l'entre-deux-guerres alors que l'économie stagnait, jusqu'à ce que la ville soit officiellement constituée en 1936. La croissance de la population et le développement de l'activité économique reprirent dans une certaine mesure pendant la décennie qui suivit immédiatement la Seconde Guerre mondiale. Mais c'est surtout l'ouverture de l'aéroport international de Dallas-Fort Worth en 1974 qui accéléra le développement de l'activité économique locale et des villes avoisinantes. Les relevés des derniers recensements le démontrent très clairement, 2 821 habitants en 1960, 7 023 en 1970, 11 801 en 1980, 29 202 en 1990 et 42 059 en 2000.

## Démographie
Le dernier recensement de 2000 a dénombré 42 059 habitants, 15 712 ménages et 11 312 familles résidant dans la commune, avec une densité de population de 503,1 hab./km2. L'origine de la population était à majorité européenne (88,16 %), 2,38 % africaine américaine, 0,55 % amérindienne, 2,56 % asiatique, 0,07 % d'américains d'origine océanienne, 4,58 % autre et 1,69 % métis. Les populations hispaniques et latino comptaient pour 11,56 % de la population.
Le revenu moyen d’un ménage était en l’an 2007 de 95,312$. Les hommes avaient un revenu moyen de 53,786$ contre 38,844$ pour les femmes. Le revenu par tête pour la ville se situait à 31,549$. Environ 3,1 % des familles et 4,8 % des habitants vivaient en dessous du seuil de pauvreté (relatif), dont 4,7 % en dessous de l’âge de 18 ans et 7,2 % au-delà de 65 ans et plus.

## Culture
- Fellowship Church
- Grapevine Mills Mall
- Gaylord Texan

## Galerie photographique

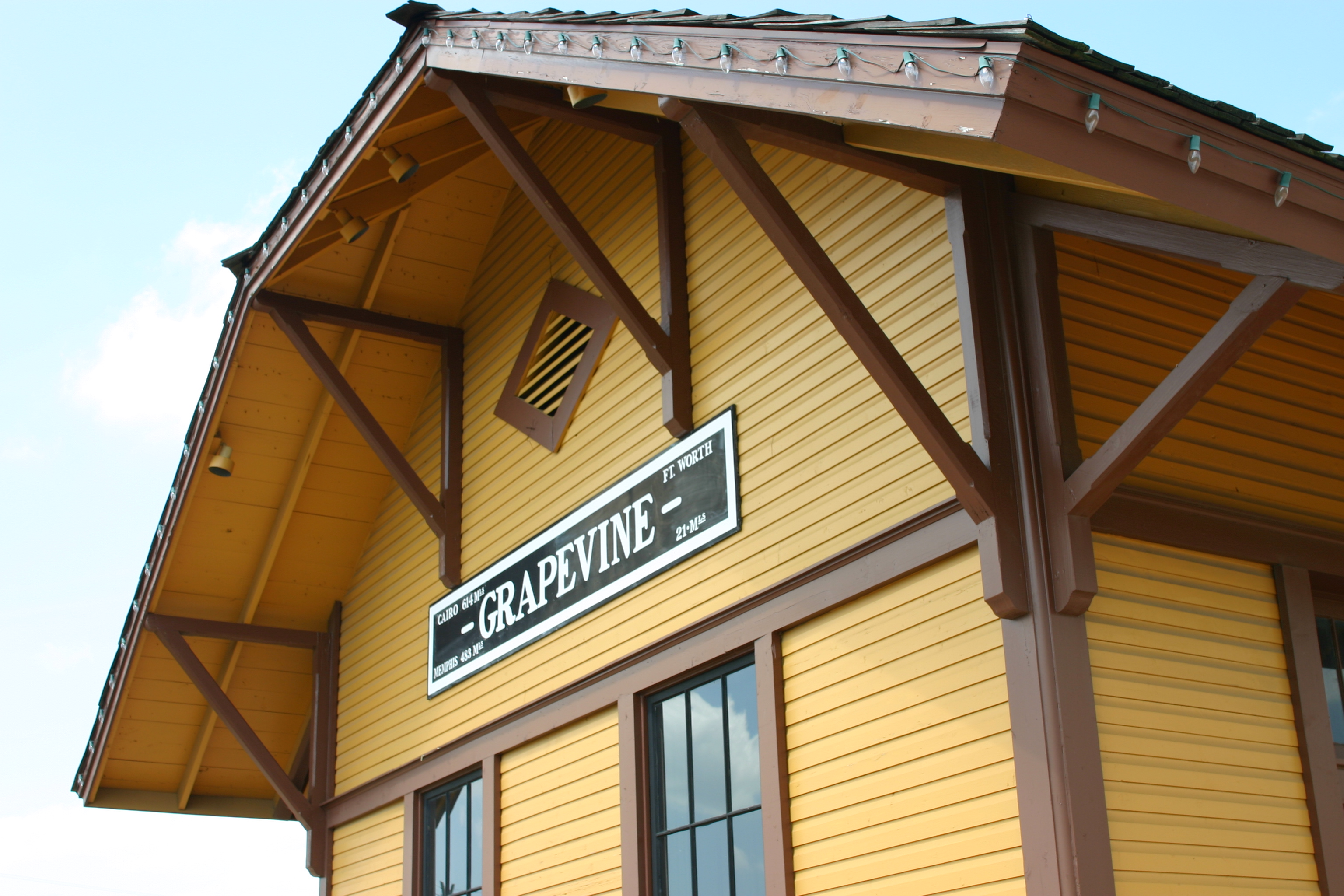
The Train Station on Main Street
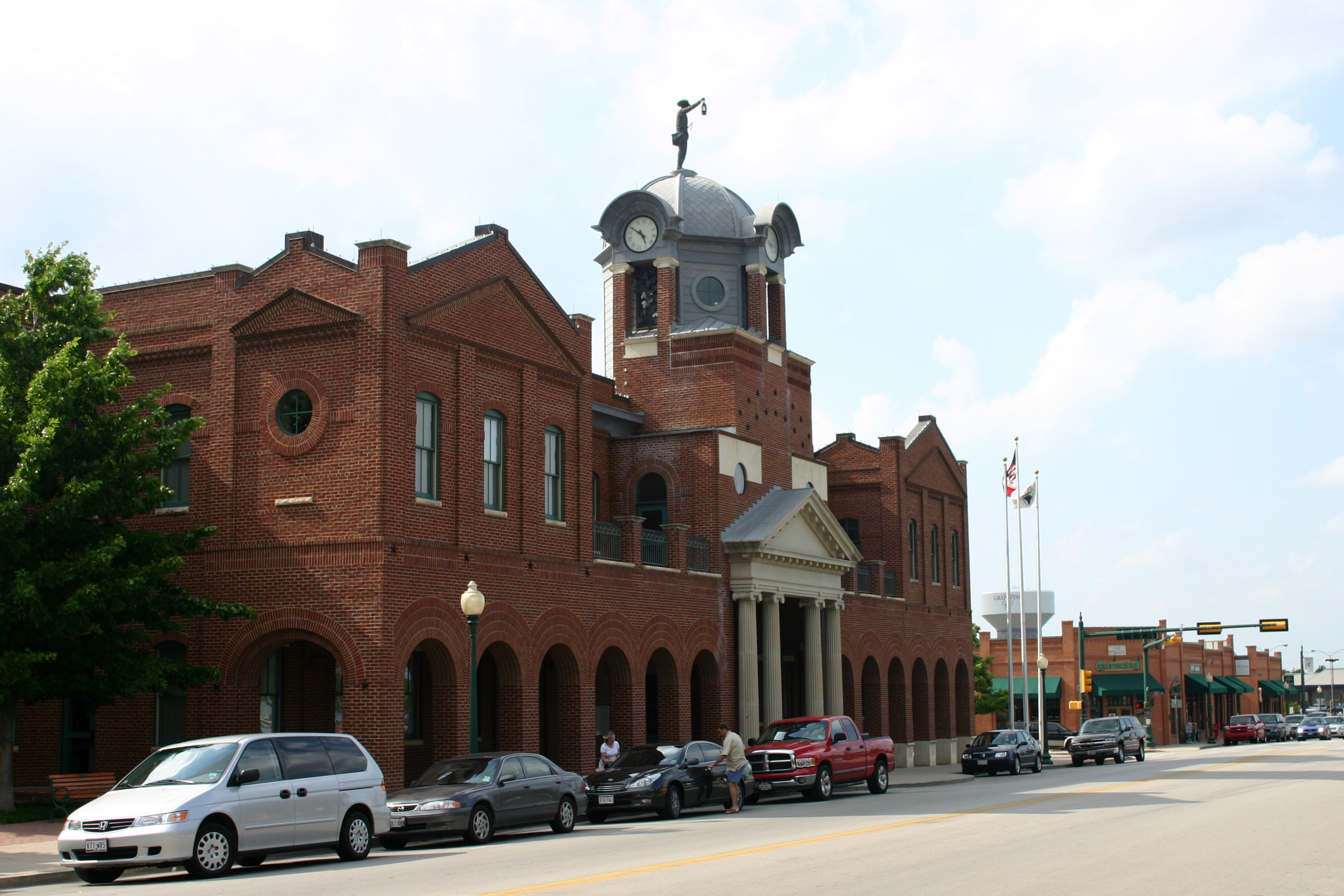
City Office
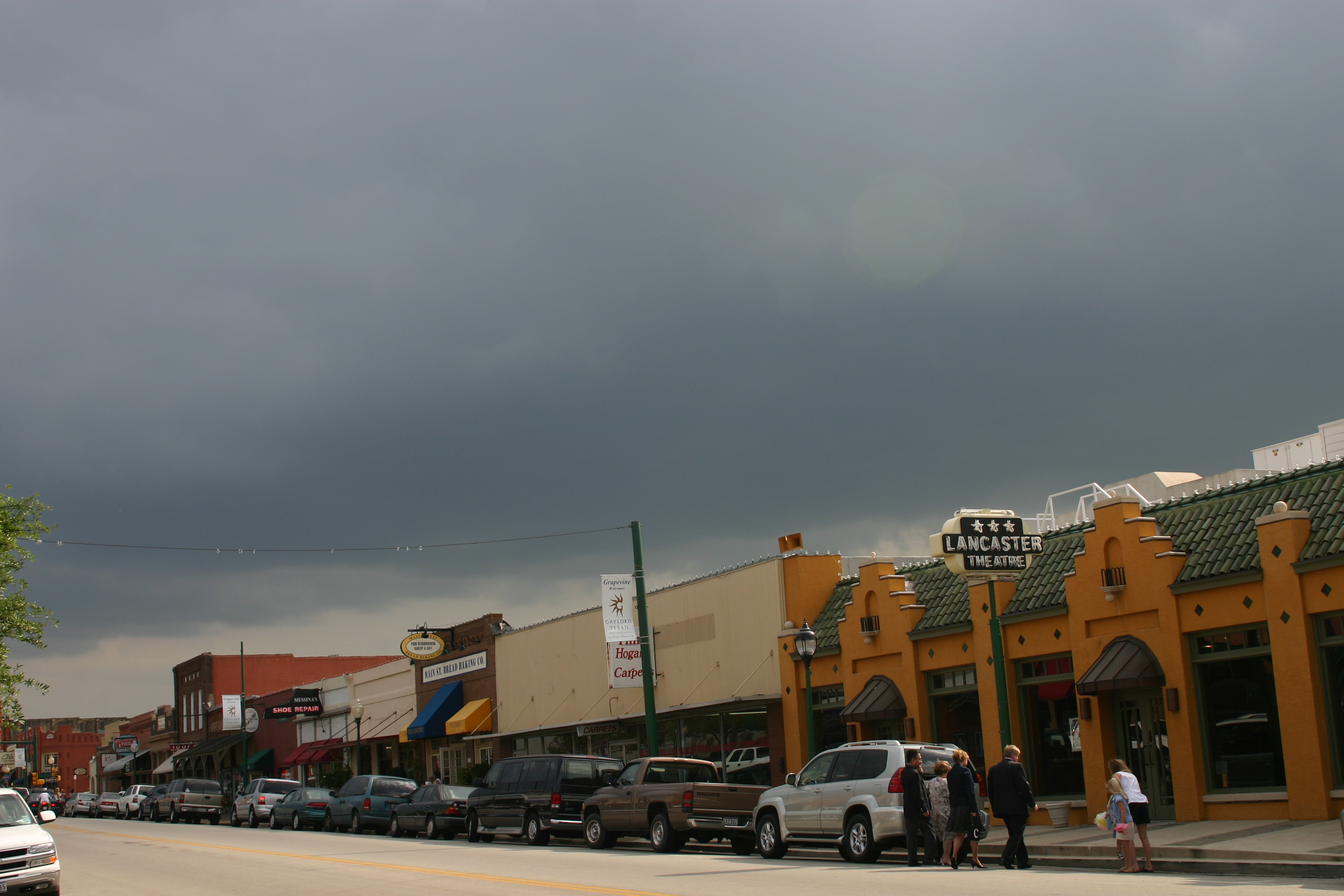
Main Street
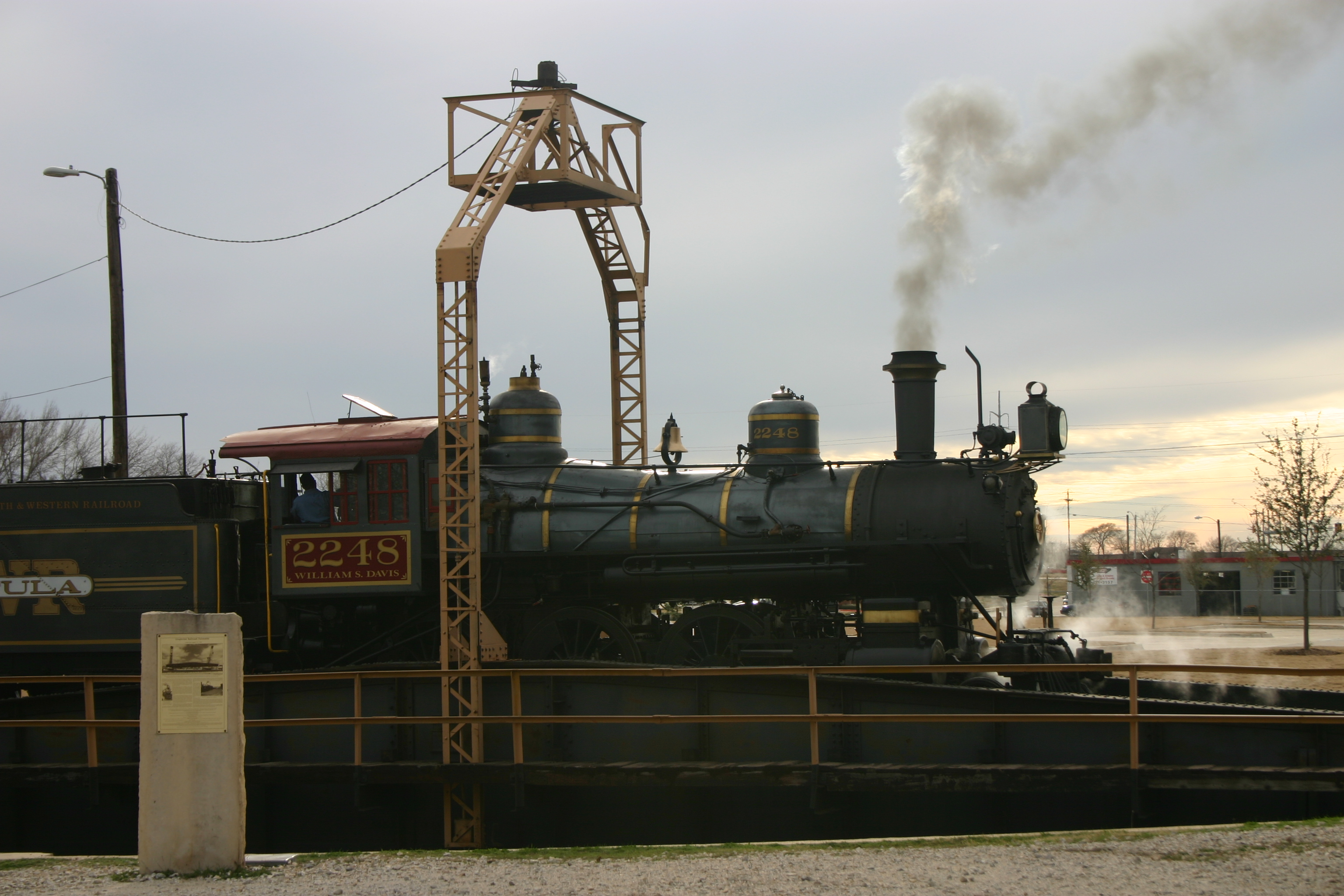
The Tarantula Train
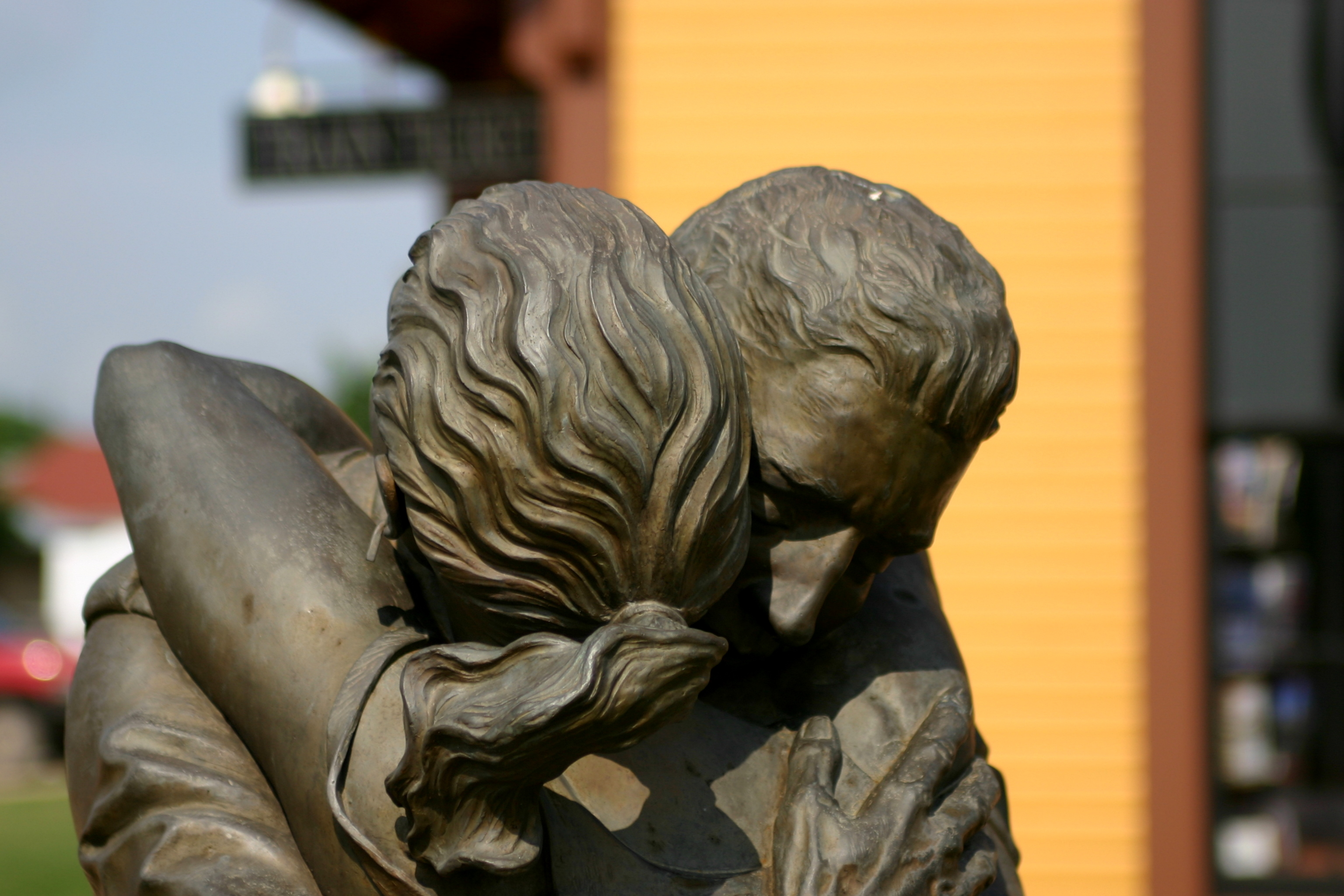
Statue in front of the train station

## Jumelages
- Parras de la Fuente (Mexique)
- Krems (Autriche)
- Linlithgow (Écosse)